# Paul Hinze (Widerstandskämpfer)
Paul Hinze (* 10. August 1906 in Letschin; † 20. April 1945 in Brandenburg-Görden) war ein deutscher Kommunist und Widerstandskämpfer.

## Leben
Der Sohn eines Schuhmachers wuchs in der brandenburgischen Gemeinde Letschin im Oderbruch auf. Hier besuchte er die örtliche Knabenschule und erlernte anschließend den Beruf eines Fleischers. Nach seiner Lehre ging er nach Berlin, wo er einen Fleischerladen eröffnete.
Bereits vor Beginn der „Machtergreifung“ Hitlers wurde Hinze Kommunist und trat in die KPD ein. In Berlin lernte er durch den Sport Werner Seelenbinder kennen und er schloss sich der Widerstandsgruppe um Robert Uhrig an. Später wurden ihm auch Kontakte zur Widerstandsgruppe um Anton Saefkow vorgeworfen.
Während der Diktatur der Nationalsozialisten unterstützte Paul Hinze Mitglieder der KPD-Führung. In seinem Fleischerladen stellte er illegal Vervielfältigungsgeräte und Druckermaschinen auf, welche zur Herstellung von antifaschistischen Druckstücken wie Flugblätter dienten. Später musste Hinze selbst in den Untergrund gehen. Er fand Unterschlupf bei Georg Lehnig, wurde aber am 14. April 1944 verhaftet.
Im Zusammenhang mit seiner Verhaftung wurden auch der Berliner Handelsvertreter Max Borrack und seine Frau Marta verhaftet, denen vorgeworfen wurde, Hinze Unterkunft und Begünstigung gewährt zu haben. Borrack wurde wegen „Vorbereitung zum Hochverrat“ sowie Wehrkraftzersetzung zum Tode verurteilt und am 19. Februar 1945 im Zuchthaus Brandenburg hingerichtet. Seine Frau Marta wurde zu zwei Jahren Haft verurteilt, weil sie Paul Hinze und ihren Mann nicht angezeigt hatte.
Nach einem missglückten Selbstmordversuch am 31. Januar 1945 wurde Paul Hinze unter Vorsitz des Senatspräsidenten Kurt Albrecht vor dem Volksgerichtshof am 15. Februar 1945 zum Tode verurteilt. Noch kurz vor Kriegsende wurde er am 20. April 1945 im Alter von 39 Jahren in Brandenburg-Görden hingerichtet.

## Ehrungen

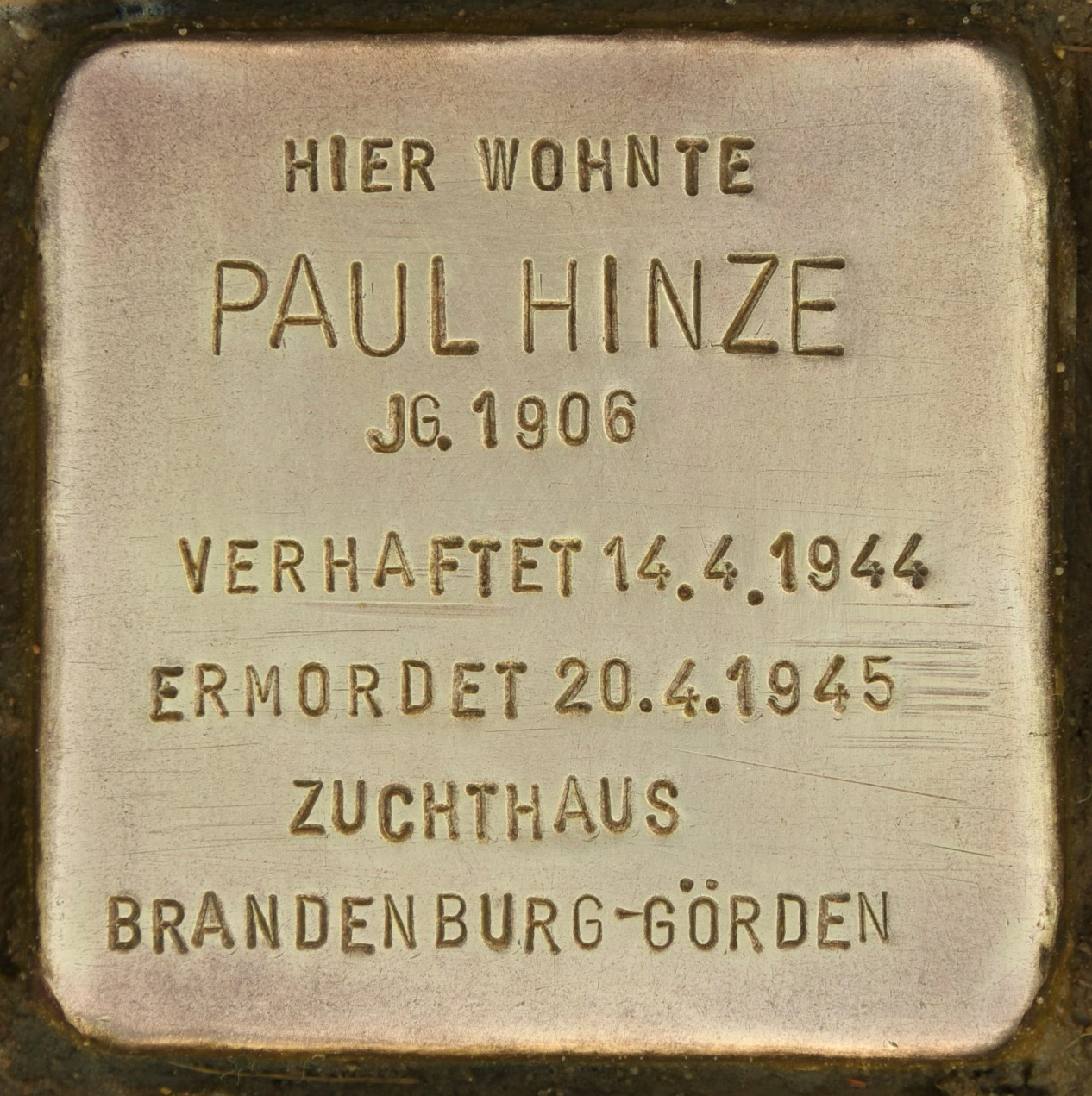
Letschin

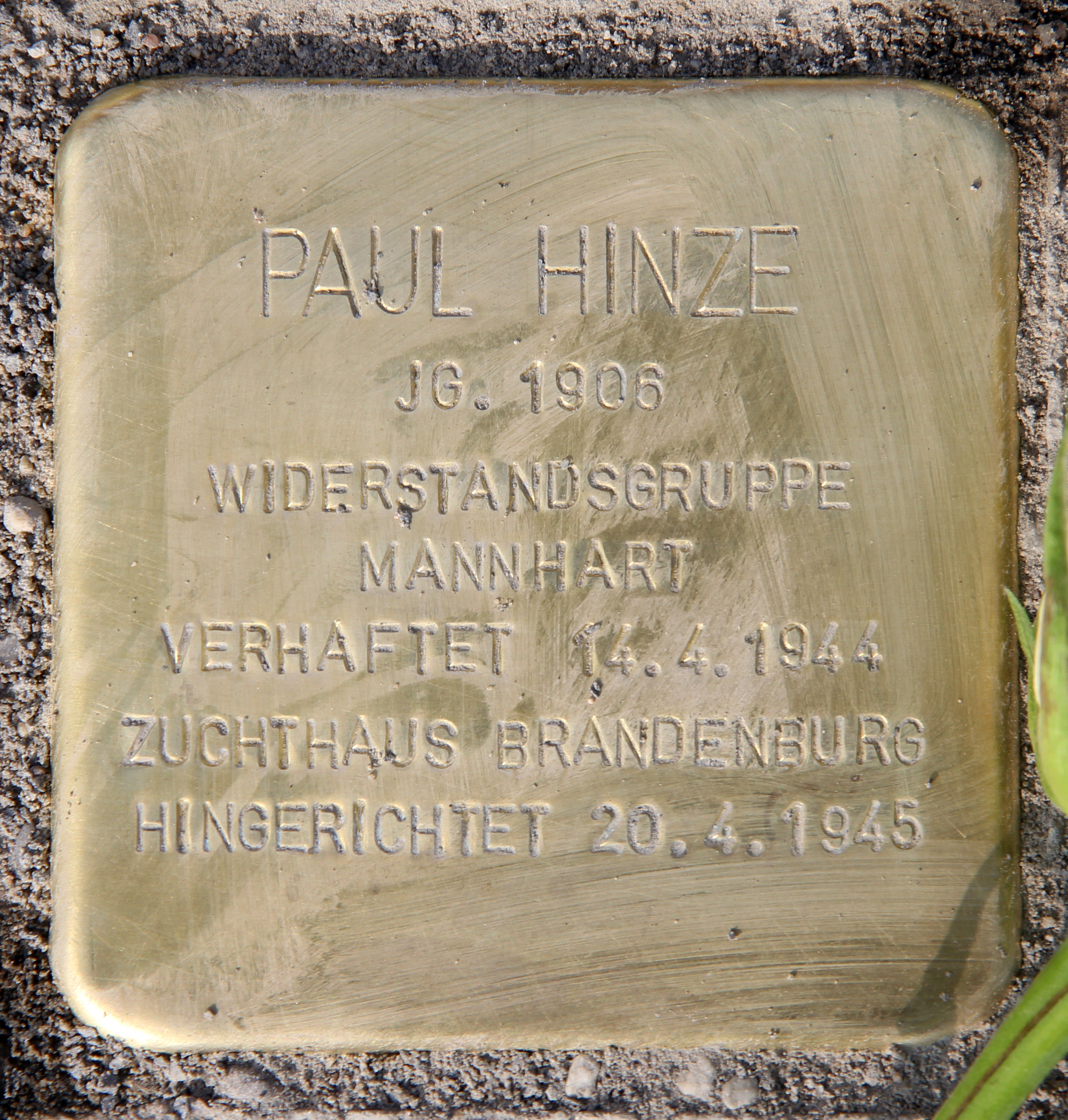
Berlin-Tegel

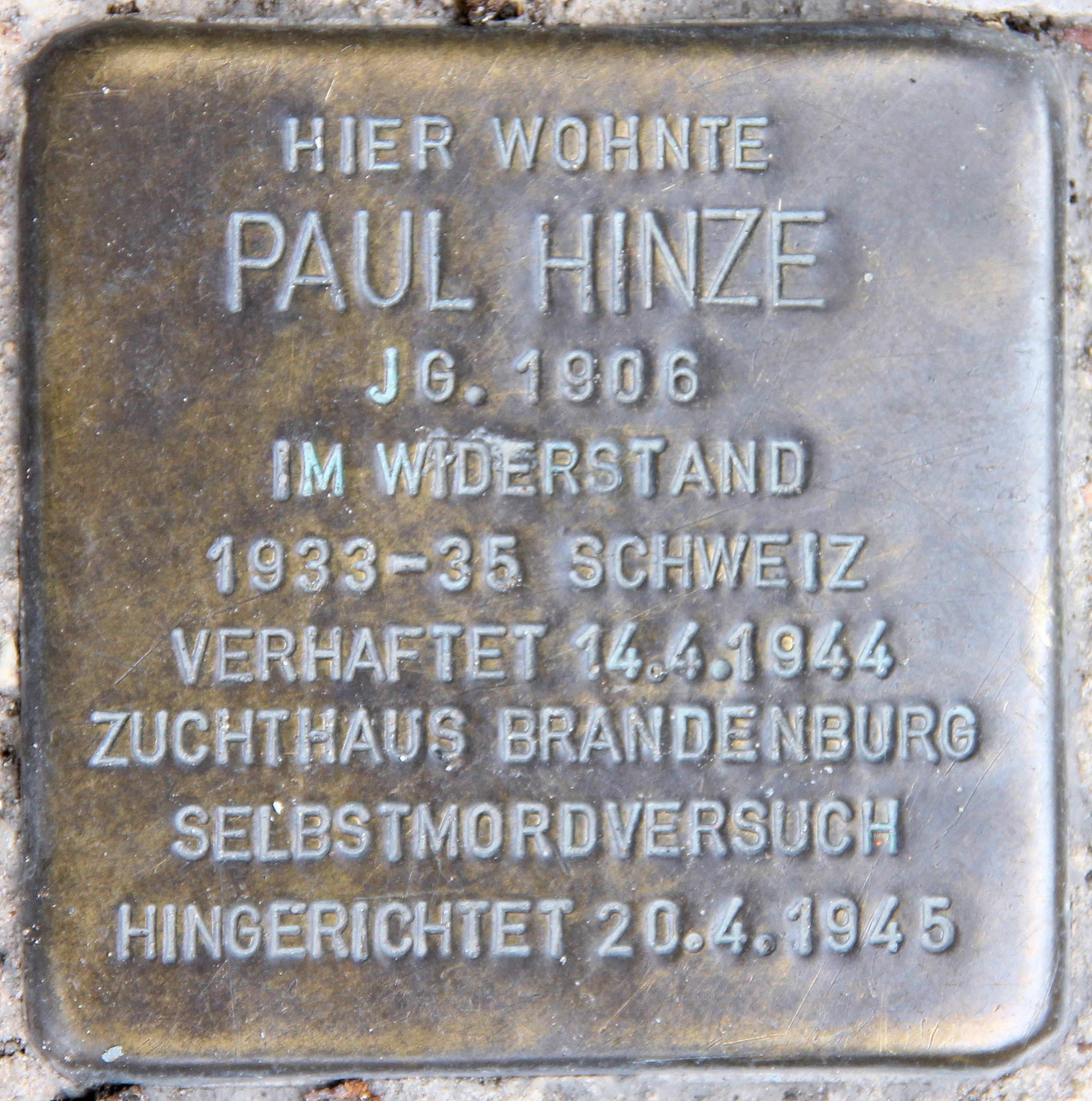
Berlin-Schöneberg

- In seiner Heimatgemeinde Letschin erinnert an seinem letzten Wohnsitz in der Wriezener Straße 9 ein Stolperstein an Paul Hinze. Weitere Stolpersteine erinnern in der Berlin-Schöneberger Kolonnenstraße 46 an Hinze, wo dieser seine Fleischerei betrieb und in Berlin-Tegel in der Berliner Straße 26.